# Menhir von Döben
Der Menhir von Döben, auch Der Lange Stein oder Hoher Stein genannt, ist ein vorgeschichtlicher Menhir bei Döben, einem Ortsteil von Grimma im Landkreis Leipzig.

## Lage
Der Menhir befindet sich etwa 30 m östlich des Ortsausgangs von Döben, direkt an der Einmündung eines Feldwegs in die Straße nach Grechwitz. Er steht dort auf erhöhtem Gelände.

## Beschreibung
Der Menhir besteht aus Braunkohlenquarzit. Er ist stark verwittert, hat einen viereckigen Querschnitt und eine schräge Spitze. Er hat eine Höhe von 180 cm, eine Breite von 70 cm und eine Tiefe von 60 cm.

## Der Menhir in regionalen Sagen
Um den Menhir ranken sich zwei Sagen: Zum einen soll dort nachts ein Hund mit feurigen Augen umherlaufen, der Vorbeikommende bis ins Dorf begleitet. Zum anderen soll dort zur Geisterstunde ein graues Männchen erscheinen, das Vorbeikommenden auf dem Rücken aufsitzt oder sie festbannt. Johannes Groht stellte bei seiner Aufnahme des Menhirs 2005 fest, dass die Sagen bei den Anwohnern noch gut bekannt sind. So wurde ihm berichtet, dass hier nachts Geister erschienen und der Menhir den Ort beschützen würde. Außerdem stellte er fest, dass jemand die Löcher und Risse auf der Oberfläche des Steins mit Glasperlen und goldenen Klümpchen ausgefüllt hatte.